# Assolo
Assolo (sardinski: Assòlu, Assòu) je grad i općina (comune) u pokrajini Oristanu u regiji Sardiniji, Italija. Nalazi se na nadmorskoj visini od 255 metara i ima 391 stanovnika.
 Prostire se na 16,37 km2. Gustoća naseljenosti je 24 st/km2.
Susjedne općine su: Villa San Pietro, Albagiara, Genoni, Nureci, Senis i Villa Sant'Antonio.